# Панетта, Франческо
Франческо Панетта — итальянский легкоатлет, который специализировался в беге на 3000 метров с препятствиями. Чемпион мира 1987 года с результатом 8.08,57 — этот результат и по сей день является рекордом Италии. Экс-рекордсмен Италии на дистанциях 3000 и 10 000 метров. Выступал на Олимпиаде 1984 года на дистанциях 3000 метров с/п и 10 000 метров, но на обеих дистанциях не вышел в финал. На олимпийских играх 1988 года бежал дистанцию 3000 метров /п, на которой занял 9-е место.
На чемпионате мира по полумарафону 1992 года занял 14-е место — 1:01.55.